# オルダーソン駅
オルダーソン駅（英語：Alderson Station）は、ウェストバージニア州オルダーソンレイルロード・アヴェニューC&Oプラザ1にある駅。 乗客が頼まないと列車が止まらず通過する。

## 利用可能な鉄道路線／列車
アムトラックの停車する列車は下記の通り。
シカゴとワシントン間の夜行長距離列車カーディナル号…週3往復停車